# Gillian Scalici
Gillian Scalici (* 9. August 1950 in New York City) ist eine US-amerikanische Sängerin und Tänzerin.

## Leben
Scalici wuchs in New York und in Milwaukee auf. Ihr Stiefvater war Jazzpianist. Scalici erhielt eine klassische Ballettausbildung. Im Alter von 14 Jahren gab sie ihr Bühnendebüt in dem Musical Oklahoma!. Sie absolvierte eine Gesangs- und Tanzausbildung an der New Yorker Musikschule The Neighborhood Playhouse.
In den 1970er Jahren trat Scalici am New Yorker Broadway in zahlreichen Musicalproduktionen auf, unter anderem in Hair, Cabaret (als Sally Bowles), West Side Story (als Anita) und in A Chorus Line (1975). 1978 wurde sie von dem Hamburger Ballettchef John Neumeier für die Rolle der Anita an die Hamburgische Staatsoper verpflichtet, die sie dort mit großem Erfolg bei Publikum und Presse sang. In der Spielzeit 1985/86 übernahm sie am Münchner Staatstheater am Gärtnerplatz die Rolle der Nancy in einer Neuinszenierung des Musicals Oliver! (Premiere: Mai 1986, Regie: August Everding). In der Spielzeit 1991/92 spielte sie an der Hamburgischen Staatsoper die Rolle des Taxi-Girls Hildy in einer Neuproduktion des Musicals On the Town (Regie/Choreografie: John Neumeier).
In den 1980er Jahren gehörte Scalici zu den bekanntesten Musicaldarstellern im deutschsprachigen Raum. Sie trat in fast allen großen Musik- und Fernsehshows auf, unter anderem in den ZDF-Musikshows disco und Rock-Pop in Concert, in den ARD-Shows Wir vier (1983) und Die Aktuelle Schaubude (1991), bei Bio’s Bahnhof und in der Rateshow Dalli Dalli (1985). 1984 war sie im deutschen Fernsehen auch in der ARD-Fernsehshow Einer wird gewinnen als Sängerin zu sehen. Auch in der Kinder- und Jugendserie Sesamstraße (Episode: Die Musikshow) war sie 1983 zu Gast.
Scalici nahm mehrere Singles und Schallplatten auf und gab Konzerte mit ihrer eigenen Bigband. Neben Musicals gehörten auch Swing und Jazz zu ihrem Repertoire.
Gelegentlich arbeitete Scalici auch als Schauspielerin. In dem Fernsehfilm Pommi Stern (1981) spielte sie, an der Seite von Stephan Schwartz, eine englische Rocksängerin, die nach langen Jahren der Erfolglosigkeit in Deutschland ein Star wird und eine Romanze mit einem Songtexter erlebt. 1988 verkörperte sie in der Rolle der Fanny Ziegfeld einen leicht frivolen, amerikanischen Revue- und Musicalstar auf Vergnügungsreise in dem Film Johanna d’Arc of Mongolia der deutschen Filmemacherin Ulrike Ottinger. In der Fernseh-Miniserie Tanz auf dem Vulkan war sie 1996 als Tänzerin Lila Block gemeinsam mit Klausjürgen Wussow und Daniela Ziegler zu sehen.
In den 1990er Jahren übernahm Gillian Scalici die Stage School von Volker Ullmann und gründete die erste Schule für eine Musical orientierte Fachausbildung in Deutschland, die Stage School of Music, Dance and Drama Stage School in Hamburg und unterrichtete dort auch selbst.
Scalici lebt mittlerweile wieder in den Vereinigten Staaten. Sie ist mit dem Arzt Helmut Albrecht verheiratet und Mutter von zwei Kindern.

## Filmografie
- 1981: Pommi Stern (Fernsehfilm)
- 1984: So ein Theater (Fernsehfilm)
- 1989: Johanna d’Arc of Mongolia
- 1996: Tanz auf dem Vulkan (Mehrteiler)